# Hate Me (Escape the Fate)
Hate Me è il quinto album in studio del gruppo musicale statunitense Escape the Fate, pubblicato nel 2015.

## Descrizione
Come ha affermato lo stesso Mabbitt, l'album è ricco di sperimentazioni, da brani più pesanti mai scritti a brani tendenti al pop.

## Tracce
Testi di Escape the Fate, musiche di Escape the Fate e Howard Benson, eccetto dove indicato.
1. Just a Memory – 4:28 (testo: Craig Mabbitt, Kevin Gruft, Robert Ortiz, Howard Benson)
2. Live for Today – 4:41 (testo: Kevin Gruft)
3. Remember Every Scar – 4:03 (testo: Craig Mabbitt, TJ Bell, Robert Ortiz, Howard Benson, Johnny Andrews – musica: Escape the Fate, Howard Benson, Johnny Andrews)
4. Breaking Me Down – 3:31 (testo: Craig Mabbitt, Kevin Gruft, TJ Bell, Howard Benson, Kevin Churko, Anthony Esperance, Tobin Esperance,  Jacoby Shaddix – musica: Craig Mabbitt, TJ Bell, Robert Ortiz, Howard Benson, Kevin Churko, Anthony Esperance, Tobin Esperance, Jacoby Shaddix)
5. Alive – 3:09 (testo: Craig Mabbitt, Kevin Gruft, TJ Bell, Howard Benson, Michael Carey – musica: Escape the Fate, Howard Benson, Michael Carey)
6. Get Up, Get Out – 3:58 (testo: Kevin Gruft, TJ Bell, Robert Ortiz, Howard Benson, Joe Cotela, Drew Fulk – musica: Escape the Fate, Howard Benson, Joe Cotela, Drew Fulk)
7. Hate Me – 4:09 (Escape the Fate, Howard Benson, Esjay Jones)
8. Les Enfants Terribles – 3:32 (testo: TJ Bell – musica: Escape the Fate)
9. I Won't Break – 3:12 (Escape the Fate, Howard Benson, Drew Fulk, Brandon Saller)
10. Let Me Be – 3:32 (Escape the Fate, Howard Benson, Jason Phelps)

Edizione deluxe
1. Redline – 3:28 (Escape the Fate, Howard Benson, Drew Fulk)
2. End of the World – 3:36 (testo: Robert Ortiz, Howard Benson, Michael Carey, David Walsh – musica: Escape the Fate, Howard Benson, Michael Carey, David Walsh)
3. Just a Memory (Remix di Mozaix) – 3:55
4. Live for Today (Remix di Mozaix) – 3:57

## Formazione

### Gruppo
- Craig Mabbitt – voce
- Kevin Gruft – chitarra, basso, programmazione, cori
- TJ Bell – chitarra, voce
- Robert Ortiz – batteria

### Altri musicisti
- Howard Benson – tastiera
- Jonny Litten – tastiera, programmazione
- Lenny Skolnik – tastiera, programmazione

### Produzione
- Howard Benson – produzione, missaggio
- Mike Plotnikoff –  produzione, ingegneria del suono, missaggio
- Lenny Skolnik – produzione
- Hatch Inagaki – ingegneria del suono
- Trevor Niemann – design
- Spiral Grey – illustrazione

## Classifiche
| Classifica (2015)         | Posizione massima |
| ------------------------- | ----------------- |
| Australia                 | 32                |
| Stati Uniti               | 58                |
| Stati Uniti (alternative) | 4                 |
| Stati Uniti (hard rock)   | 2                 |
| Stati Uniti (independent) | 5                 |
| Stati Uniti (rock)        | 6                 |
| Stati Uniti (sales)       | 33                |